# Mannhagen (Wittingen)

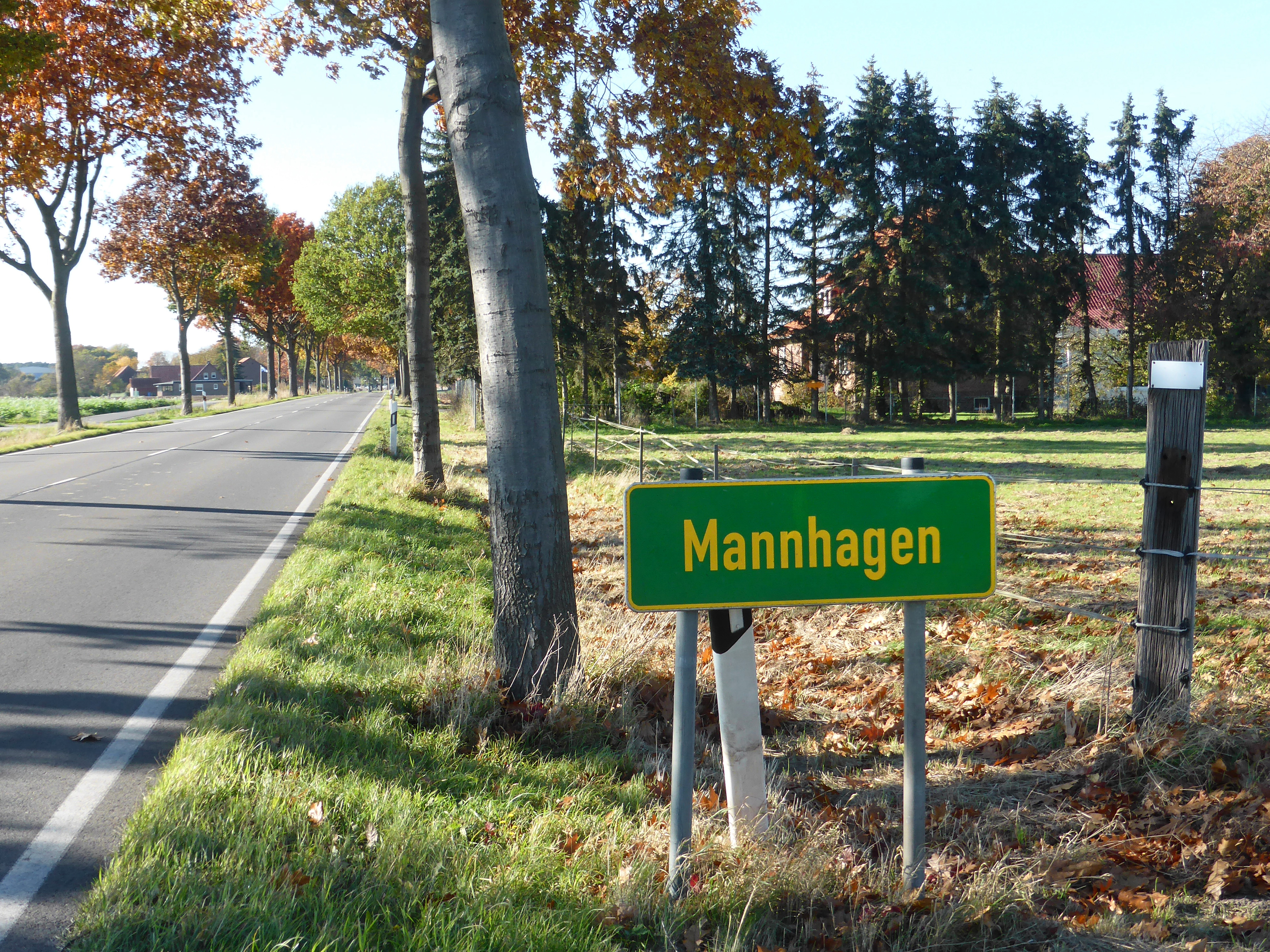
Ortseingang von Mannhagen mit B 244

Mannhagen ist ein Wohnplatz von Glüsingen, einem Ortsteil der Stadt Wittingen im Landkreis Gifhorn in Niedersachsen.
Mannhagen liegt an der Bundesstraße 244 zwischen der Ortslage von Glüsingen und dem Elbe-Seitenkanal. Die Buslinie 120 führt von Mannhagen bis nach Hankensbüttel und Wittingen. Es ist geplant, die Bundesautobahn 39 am Ostrand von Mannhagen entlangzuführen und sie mit der Anschlussstelle „Wittingen-West“ an die B 244 anzubinden.
Die Ortsbezeichnung Mannhagen geht auf einen Flurnamen zurück, der eine mittelalterliche Grenzbefestigung beschreibt. Mannhagen besteht aus rund sechs Hofstellen und einigen wenigen Einfamilienhäusern. Im Bereich des Hafens Wittingen führt eine Straße die Bezeichnung „Am Mannhagen“.